# Unstoppable (chanson de Sia)
Pour les articles homonymes, voir Unstoppable.
Pistes de This Is Acting
Move Your Body
(4) Cheap Thrills
(6)
Unstoppable est une chanson de l'auteure-compositrice-interprète australienne Sia, de son septième album studio This Is Acting (2016). La chanson a été écrite par Sia et Christopher Braide, et produite par Jesse Shatkin. Elle a été présentée comme le single promotionnel final de l'album le 20 janvier 2016. En juillet, une nouvelle version d'Unstoppable a été créée pour la campagne publicitaire de Gillette aux Jeux olympiques de 2016, « Perfect Isn't Pretty », qui dispose d'un couplet de Pusha T,,.

## Composition et sortie
Unstoppable est la cinquième piste de l'album de Sia This Is Acting. Elle a été nommée « improvisation heurtant et émancipatrice » et « un hymne au gonflement de l'estime de soi »,, avec des paroles comme « je suis inarrêtable, je suis une Porsche sans freins / je suis invincible, je gagne chaque jeu / je suis tellement puissant que je n'ai pas besoin de piles pour jouer / je suis tellement à l'aise ouais, je suis inarrêtable aujourd'hui. » La chanson a été écrite par Sia, Christopher Braide, et produite par Jesse Shatkin.
[citation nécessaire]
Sia a commencé Unstoppable le 20 janvier 2016, soit quelques jours avant la date de sortie de l'album (29 janvier). La chanson était la sixième utilisée pour promouvoir l'album avant sa sortie,,.

## Réception
Unstoppable a reçu la plupart du temps une réception critique positive, la plupart des commentateurs commentant son thème de l'émancipation. Jessie Morris de Complex a commenté que la chanson sonne comme une « page déchirée dès la sortie de l'album Confident de Demi Lovato », alors que les éditeurs d'autres plates-formes de médias comme Idolator l'ont remarqué aussi, et ont soulevé la spéculation que la piste a été écrite pour Lovato,. Jessica Katz du Billboard dit la chanson n'est pas sans rappeler le travail de Rihanna et "suit clairement la lignée émotionnelle qui est devenue la marque de fabrique de Sia".
Michelle Lulic de Bustle disait que ses paroles « rendent clair que c'est l'hymne à l'émancipation de la femme que vous ne saviez pas qui manquait à dans votre vie. Sérieusement, si vous avez besoin d'une chanson pour passer le reste de la semaine de travail... et c'est la chanson que vous attendiez. » En outre, Lulic a écrit, « ... la chanson n'a pas été écrite à l'origine pour [Sia], elle n'existe pas seulement grâce à sa capacité à gérer la puissante ballade et les paroles accrocheuses. Parce que, honnêtement, si c'était Rihanna, Adele, ou encore Katy Perry qui chantait cette chanson, elle ne perdrait pas son message puissant. »
Emilee Lindner d'MTV a déclaré qu'elle « encourage ceux qui se sentent faibles pour mettre leur armure ». En outre, elle a écrit, « La chanson semble faire passer le message de son précédent morceau, Alive, et lui donne une impulsion. Au lieu de simplement survivre, elle va prouver aux gens qu'elle va réussir, et elle va bien le faire. » Daniel Kreps de Rolling Stone a qualifié la chanson de « triomphante », avec un refrain « pointant en l'air, fracasseur de mur ». Tom Breiham de Stereogum, qui a écrit à propos de la chanson après ses débuts, mais avant la sortie de This Is Acting, a deviné que Sia a écrit Unstoppable avec un artiste en tête, comme Katy Perry. Il a comparé la chanson au travail de Florence and the Machine.

## Performance commerciale
Unstoppable a atteint les charts en Autriche, en France, en Allemagne, en Suède et en Suisse. En outre, la chanson atteint le numéro un sur le graphique Billboard Twitter en Temps Réel « Trending 140 », qui suit les "chansons progressant le plus rapidement" sur Twitter en temps réel.

## Utilisation commerciale
- Unstoppable a figuré comme musique de fond dans un trailer pour Sky's Supergirl.[citation nécessaire]
- On entend la chanson sur le plan final de l'épisode 4 de la saison 15 de N.C.I.S, En pleine tempête, lorsque Jack Sloane se trouve à la salle de sports[14].
- La chanson a également été utilisée dans Chicago Fire, Chicago P. D. et Chicago Med

[citation nécessaire] sur la NBC
- La chanson a été utilisée dans diverses publicités de la MLB mettant en évidence les grands jeux de 2016 et de la promouvant les prochaines séries éliminatoires de 2016[15].

## Graphiques
| Charts (2016)                      | Meilleure position |
| ---------------------------------- | ------------------ |
| Allemagne (Official German Charts) | 62                 |
| Autriche (Ö3 Austria Top 40)       | 35                 |
| Belgique (Flandre) (Ultratop)      | 21                 |
| Belgique (Wallonie) (Ultratop)     | 10                 |
| France (SNEP)                      | 23                 |
| Portugal (AFP)                     | 83                 |
| Suède (Sverigetopplistan)          | 94                 |
| Suisse (Schweizer Hitparade)       | 26                 |
| Russia Airplay (Tophit Weekly 100) | 1                  |
| Ukraine Airplay (Tophit)           | 10                 |